# ポリグルタミン病
ポリグルタミン病（polyglutamine disease）とは遺伝子の翻訳領域のCAG反復配列伸長によって発症する疾患の総称である。コドンCAGがグルタミンをコードしておりCAG反復配列伸長により伸長したポリグルタミンが生成されるためこのような名称になった。トリプレット病やリピート病のひとつに分類される。ポリグルタミン病に分類される疾患は9つある。脊髄小脳変性症だけで7つと多くを占めており、SCA1、SCA2、MJD、SCA6、SCA7、SCA17、DRPLAが該当する。それ以外にハンチントン病や球脊髄性筋萎縮症がポリグルタミン病に分類される。

## リピート病の分類
リピート病とは遺伝子内のリピート配列の異常伸長変異を原因とする疾患群の総称である。リピート病は30以上の疾患が発見されているが多くが神経・筋疾患である。リピート病はリピート配列の遺伝子内の位置により大きく2つの群に分類される。1つはリピート配列が遺伝子翻訳領域にある疾患群でコーディングリピート病と言われる。ポリグルタミン病やポリアラニン病がコーディングリピート病として知られている。もう一つはリピート配列が非翻訳領域内にある疾患群ノンコーディングリピート病と呼ばれる。

### コーディングリピート病
異常伸長リピート配列が遺伝子翻訳領域内にあるコーディングリピート病はポリグルタミン病とポリアラニン病が知られている。ポリグルタミン病に分類される疾患は9つある。脊髄小脳変性症だけで7つと多くを占めており、SCA1、SCA2、MJD、SCA6、SCA7、SCA17、DRPLAが該当する。それ以外にハンチントン病や球脊髄性筋萎縮症がポリグルタミン病に分類される。ポリグルタミン病の原因遺伝子には相同性や機能的類似性が認められず、多くが優性遺伝性で発症することから、異常伸長ポリグルタミン鎖自体が毒性を獲得するというgain of toxic functionのメカニズムで発症すると考えられている。ポリアラニン病はアラニンをコードするGCNリピート配列の異常伸長を原因とする疾患で眼咽頭型ジストロフィーの他、合多指症などの8つの先天性疾患が知られている。眼咽頭型ジストロフィーは異常伸長ポリアラニンを含む変異PABPN1蛋白質が患者筋肉細胞内に封入体を形成しており、gain of toxic functionのメカニズムと考えられている。8先天性疾患の原因遺伝子はいずれも転写因子であり、ミスセンス変異も見つかっているため、loss of functionのメカニズムで発症すると考えられることが多い。

### ノンコーディングリピート病
異常伸長リピート配列が遺伝子非翻訳領域内に存在するのがノンコーディングリピート病である。脆弱X症候群、筋強直性ジストロフィー、SCA8など約20疾患が分類される。脆弱X症候群やフリードライヒ運動失調症など劣性遺伝性疾患は、ミスセンス変異がみつかっているものもありloss of functionのメカニズムで発症すると考えられている。一方で優性遺伝性疾患ではgain of toxic functionの病態メカニズム研究が進んだ。ノンコーディングリピート病のgain of toxic functionの病態メカニズムはRNAを介した病態機序と蛋白質を介した病態機序の2つが知られている。RNAを介した病態機序では、変異RNAはリピート配列に結合するRNA結合蛋白質を巻き込んで細胞内にRNA fociとして蓄積し、これらのRNA結合蛋白質の機能喪失による様々なRNA代謝異常を引き起こす。蛋白質を介した病態機序ではリピート関連非ATG依存性（repeat-associated non-ATG、RAN）翻訳によってリピートペプチドを産生することから始まる。RAN翻訳により生成されるリピートは数種類のアミノ酸の単純な繰り返し配列であるため低複雑性（low complexity、LC）ドメインを形成する。LCドメインはRNA結合蛋白質などに多く認められる。特定の構造をとらない天然変性領域（intrinsically disordered region、IDR）と考えられており、液-液相分離（liquid-liquid phase separation、LLPS）により核小体やストレス顆粒などの膜のないオルガネラの形成に関与することが知られている。RAN翻訳を介して生成されたリピートペプチドは膜のないオルガネラの生理的機能を障害すると考えられている。RAN翻訳のメカニズムは不明な点が多いが、RAN翻訳の鋳型となるリピートRNAはヘアピン構造やグアニン四重鎖構造を取りやすいことからリピートRNAの高次構造が関与する可能性が指摘されている。

## 遺伝学
ポリグルタミン病の遺伝学的特徴は以下の3つが知られている。
各疾患の変異CAGリピート数の閾値が共通である
ポリグルタミン病では変異CAGリピート数の閾値がだいたい35～40以上で共通の値をとる。閾値付近のリピート数の場合はCAGリピートが病態に関与するのか慎重な判断が求められる。MJDやDRPLAにおいては正常アレルと病的アレルの間のリピート数をもつ中間型アレルが認められることがあり解釈が難しい場合がある。SCA6は例外的にポリグルタミン病のリピート数の閾値が極めて低いため、何らかの修飾病態の存在が予想されている。
CAGリピート数と疾患発症年齢と重症度が相関する
CAGリピート数と疾患発症年齢と重症度が相関するが同一リピート長でも発症年齢には幅がありリピート長から発症年齢を正確に予想することは困難である。SCA6は伸長リピートだけではなく、伸長リピートと正常リピートの和が発症年齢と相関する。
表現促進現象
次世代へ遺伝する際にCAGリピートがさらに伸長し疾患が重症化することを表現促進現象という。

## 病理学
ポリグルタミン病においては伸長したポリグルタミン鎖によって作られる凝集体が細胞内、特に核内に認められることが特徴である。これらの凝集体は1C2抗体陽性である。核内封入体は必ずしも障害に強い部位にのみ認められるわけではない。障害される細胞は細胞体の縮小、核の濃縮、ミトコンドリア形態異常、粗面小胞体の膨化、神経突起の形態異常、シナプス形成異常など形態学的変化が認められる。SCA6は例外的であり、核内凝集体は必ずしも明瞭ではない。核内よりむしろ細胞質内に凝集体が認められる。

## 病態
ポリグルタミン病の病態機序としては伸長ポリグルタミン鎖の凝集と毒性の他、蛋白質品質管理、転写障害、カルシムホメオスタシス障害、細胞骨格・軸索輸送障害、ミトコンドリア機能障害、RNA毒性、神経炎症などが知られている。特に神経細胞だけではなくグリア細胞や神経炎症にも注目が必要と考えられている。
伸長ポリグルタミン鎖の凝集と毒性
ポリグルタミン病の共通の特徴として伸長ポリグルタミン鎖を有する遺伝産物が凝集体を形成する。剖検脳病理で認められるような凝集体は培養細胞系やモデル動物でも認められており、伸長ポリグルタミン鎖固有の性質であると考えられている。伸長ポリグルタミン鎖固有の性質であると考えられている。伸長ポリグルタミン鎖が凝集体を形成するメカニズムとしては、伸長ポリグルタミン鎖により生来の安定した立体構造を喪失し、部分的にβシート構造へと変化した、凝集しやすい蛋白質が生成され、フィブリル化をきたすと考えられている。フィブリル化をきたしたポリグルタミン鎖が核となって、凝集体形成が促進される。その結果神経細胞内に封入体として蓄積する。その結果、細胞レベル・個体レベルで様々な神経機能障害をきたし、最終的に神経変性を起こすと考えられている。
凝集体そのものが細胞にとって毒性を有するかどうかについては様々な議論があった。凝集体そのものよりも凝集体形成過程の中間生成体であるモノマーやオリゴマーの方が細胞毒性を有すると考えられている。むしろ凝集体そのものは細胞にとって保護的に働くことを支持する所見も多い。
蛋白質品質管理
ポリグルタミン病では蛋白質の立体構造異常、すなわち蛋白質ミスフォールディングが発症機序において極めて重要である。蛋白質のミスフォールド、凝集、神経変性というカスケードはポリグルタミン病だけではなく、アルツハイマー病やパーキンソン病、筋萎縮性側索硬化症など他の様々な神経変性疾患に共通する発症メカニズムと考えられている。すなわち蛋白質のミスフォールディング・凝集を標的とした治療戦略は神経変性疾患の治療に有効かもしれない。
転写障害
遺伝子の転写障害はポリグルタミン病の共通の分子メカニズムと考えられている。ポリグルタミン病の原因遺伝子産物の多くは遺伝子の転写に関連している。病理学的にも、伸長したポリグルタミン鎖が核内に移行し、核内封入体を形成することから、核の機能障害が病態メカニズムの中心的な役割を果たすと考えられている。核内において伸長したポリグルタミン鎖は様々な転写制御因子と結合して転写障害をきたす。
カルシウムホメオスタシス
脊髄小脳変性症の神経変性にはカルシウムホメオスタシスの乱れが認められる。小脳プルキンエ細胞は特に細胞内カルシウム濃度上昇に対して脆弱であることからカルシウム代謝異常は脊髄小脳変性症の部位特異性の一端を担っている可能性がある。
細胞骨格・軸索輸送障害
伸長ポリグルタミン鎖によって細胞骨格構造が障害され、樹状突起の形態異常をもたらして神経細胞の機能障害が生じる。
ミトコンドリア機能障害
神経細胞はエネルギーを多く必要とし、アデノシン三リン酸産生をミトコンドリアの酸化的リン酸化に依存しているので、ミトコンドリアの機能異常の影響を受けやすい細胞である。したがってミトコンドリア機能異常は様々な神経変性疾患の病態機序と関連があると考えられている。ポリグルタミン病においてもミトコンドリア機能異常の関与が指摘されている。
RNA毒性
ノンコーディングリピート病と同様にポリグルタミン病でもRNA毒性よる細胞障害の可能性を示唆する所見と蓄積している。ポリグルタミン病の転写産物の蓄積でRNA fociが形成されRNA結合蛋白質が減少しスプライシングに異常が生じることが示されている。これはポリグルタミン病がRNA毒性に関連していることを示している。そのほか、ヘアピンあるいは二本鎖RNAによる遺伝子サイレンシング、伸長ポリグルタミンRNA鎖による核小体ストレス、RAN翻訳などの可能性が指摘されている。また伸長CAG/CUGリピートを有するRNAがある一定の長さを超えたときに相転移を起こして自律的にゲル化して凝集することが示された。相転移を起こすリピート数は疾患を発症するリピート数に類似していた。
神経炎症
神経変性疾患や多発性硬化症、脳梗塞など多くの神経疾患の病巣でアストロサイトやミクログリアの形態変化が認められ、病巣において様々な炎症性サイトカインが放出され病態を修飾していると考えられている。これらグリア細胞の活性化は発症以前や発症早期から認められており、神経変性の結果というより積極的に本態に関わっている可能性がある。このようなグリア炎症による病態修飾を神経炎症という。ミクログリアは神経炎症の中心的な細胞と考えられている。ミクログリアが病原体関連分子パターンや内因性リガンドを認識すると、自然免疫応答が強力に活性化され、炎症性メディエーターの産出と適応免疫の活性化が引き起こされる。TLRシグナルの活性化がミクログリアを活性化し、神経細胞に有害な反応を引き起こし神経変性疾患の発症に寄与するという証拠が蓄積されている。特にTLR2とアダプタータンパク質のMyD88を介した神経炎症反応は神経変性疾患に共通するメカニズムという意見もある。TLRシグナルの活性化は自然免疫系だけではなく適応免疫系も活性化させる。この反応にもMyD88は重要な役割を担っていると考えられている。SCA6モデルマウスでMyD88を欠損させると失調症状が改善するため、ポリグルタミン病の病態にも神経炎症が関与している可能性がある。